# جون ألبرتسون سامبسون
جون ألبرتسون سامبسون (بالإنجليزية: John A. Sampson)‏‏ (17 أغسطس 1873 في تروي، نيويورك - 23 ديسمبر 1946 في ألباني، نيويورك) طبيب التوليد والنساء، وأستاذ جامعي من الولايات المتحدة.